# Kingsclear 6
Kingsclear 6 est une réserve indienne du comté d'York, à l'ouest de la province canadienne du Nouveau-Brunswick.

## Toponyme
Plusieurs théories tentent d'expliquer l'origine du nom Kingsclear. Cela pourrait être pour commémorer les coupes à blanc faites pour construire des bateaux de la Royal Navy, ou en l'honneur d'Edward Winslow, inspecteur des forêts de la couronne. Winslow appela sa maison Kingswood.

## Administration

### Représentation et tendances politiques
Nouveau-Brunswick: Kingsclear 6 fait partie de la circonscription provinciale de York, qui est représentée à l'Assemblée législative du Nouveau-Brunswick par Carl Urquhart, du Parti progressiste-conservateur. Il fut élu en 2006.
 Canada: Kingsclear 6 fait partie de la circonscription électorale fédérale de Nouveau-Brunswick-Sud-Ouest, qui est représentée à la Chambre des communes du Canada par Gregory Francis Thompson, ministre des Anciens Combattants et membre du Parti conservateur. Il fut élu lors de la 40e élection fédérale, en 1988, défait en 1993 puis réélu à chaque fois depuis 1997.

## Infrastructures et services
La réserve est incluse dans le territoire du sous-district 10 du district scolaire Francophone Sud. Les écoles francophones les plus proches sont à Fredericton alors que les établissements d'enseignement supérieurs les plus proches sont dans le Grand Moncton.
Kingsclear possède une caserne de pompiers. Le détachement de la Gendarmerie royale du Canada le plus proche est à New Maryland.
Les anglophones bénéficient des quotidiens Telegraph-Journal, publié à Saint-Jean, et The Daily Gleaner, publié à Fredericton. Ils ont aussi accès au bi-hebdomadaire Bugle-Observer, publié à Woodstock. Les francophones ont accès par abonnement au quotidien L'Acadie nouvelle, publié à Caraquet, ainsi qu'à l'hebdomadaire L'Étoile, de Dieppe.